# Diócesis de Bà Rịa
La diócesis de Bà Rịa (en latín: Dioecesis Barianen(sis) y en vietnamita: Giáo phận Bà Rịa) es una circunscripción eclesiástica latina de la Iglesia católica en Vietnam, sufragánea de la arquidiócesis de Ho Chi Minh. La diócesis tiene al obispo Emmanuel Nguyên Hong Son como su ordinario desde el 6 de mayo de 2017. 

## Territorio y organización
La diócesis tiene 1988 km² y extiende su jurisdicción sobre los fieles católicos de rito latino residentes en la provincia de Bà Rịa-Vũng Tàu.
La sede de la diócesis se encuentra en la ciudad de Bà Rịa, en donde se halla la Catedral de San Felipe y Santiago.
En 2018 en la diócesis existían 86 parroquias.

## Historia
La diócesis fue erigida el 22 de noviembre de 2005 con la bula Ad aptius consulendum del papa Benedicto XVI, obteniendo el territorio de la diócesis de Xuân Lôc.

## Estadísticas
De acuerdo al Anuario Pontificio 2019 la diócesis tenía a fines de 2018 un total de 265 040 fieles bautizados.
| Año                                                                             | Población            | Población | Población      | Sacerdotes | Sacerdotes    | Sacerdotes    | Bautizados por sacerdote | Diáconos permanentes | Religiosos | Religiosos | Parroquias |
| Año                                                                             | Bautizados católicos | Total     | % de católicos | Total      | Clero secular | Clero regular | Bautizados por sacerdote | Diáconos permanentes | Varones    | Mujeres    | Parroquias |
| ------------------------------------------------------------------------------- | -------------------- | --------- | -------------- | ---------- | ------------- | ------------- | ------------------------ | -------------------- | ---------- | ---------- | ---------- |
| 2005                                                                            | 224 474              | 908 622   | 24.7           | 91         | 56            | 35            | 2466                     |                      | 192        | 406        | 78         |
| 2006                                                                            | 226 600              | 919 000   | 24.7           | 115        | 66            | 49            | 1970                     |                      | 141        | 421        | 79         |
| 2012                                                                            | 247 252              | 1 011 971 | 24.4           | 145        | 85            | 60            | 1705                     |                      | 240        | 557        | 79         |
| 2015                                                                            | 257 075              | 1 052 839 | 24.4           | 179        | 107           | 72            | 1436                     |                      | 298        | 597        | 84         |
| 2018                                                                            | 265 040              | 1 162 325 | 22.8           | 215        | 115           | 100           | 1232                     |                      | 368        | 646        | 86         |
| Fuente: Catholic-Hierarchy, que a su vez toma los datos del Anuario Pontificio. |                      |           |                |            |               |               |                          |                      |            |            |            |

## Episcopologio
- Thomas Nguyên Van Trâm (22 de noviembre de 2005-6 de mayo de 2017 retirado)
- Emmanuel Nguyên Hong Son, por sucesión el 6 de mayo de 2017